# ستيفن بيرش
ستيفن بيرش (بالإنجليزية: Stephen Birch)‏ هو شخصية أعمال أمريكي، ولد في 1872، وتوفي في 1940.